# Thomas Wyatt il Giovane
Thomas Wyatt, detto il Giovane per distinguerlo dall'omonimo padre (1521 – Tower Hill, 11 aprile 1554), fu un ribelle britannico attivo durante il regno di Maria I d'Inghilterra (la sua rivolta divenne nota come Rivolta di Wyatt). Era figlio del poeta Thomas Wyatt.

## Gli inizi
Thomas Wyatt nacque nel 1521 da Thomas Wyatt ed Elizabeth Brooke, mentre suo nonno paterno era il cortigiano Henry Wyatt sua madre era la bisnipote di Geoffrey Boleyn (1406-1463) che a sua volta era anche il bisnonno di Anna Bolena, seconda moglie di Enrico VIII d'Inghilterra. Anna entrò prepotentemente nella vita della famiglia Wyatt nel 1536 quando, durante il processo che il re intentò contro di lei per adulterio, suo padre venne arrestato con l'accusa di essere stato l'amante della regina. A differenza degli altri accusati egli ebbe salva la vita e lasciò la Torre di Londra entro poco tempo.
Thomas venne allevato entro la religione cattolica e accompagnò il padre durante diversi viaggi in Spagna proprio nel periodo in cui l'Inquisizione spagnola era in fervente attività. All'età di sedici anni venne fatto sposare con Jane Haute e nel 1542, alla morte del padre, prosperò rapidamente ereditando diverse proprietà fra cui il castello di Allington e l'abbazia di Boxley, entrambi nel Kent. Per ragioni eminentemente personali Thomas scelse di abbandonare le proprietà di famiglia poco dopo averle ereditate e nello stesso periodo ebbe un figlio illegittimo, Francis Wyatt. Nell'autunno 1543 entrò a far parte di un gruppo di volontari che presero parte all'assedio di Landrecies. Distintosi militarmente prese quindi parte all'assedio di Boulogne e nel 1547 divenne un membro del parlamento per la contea del Kent e poco dopo fu chiamato a delimitare la frontiera fra Inghilterra e Francia, incarico cui dovette rinunciare per malattia.

## La rivolta
Quando nel 1553 salì al trono la cattolica Maria I d'Inghilterra Thomas si schierò apertamente con lei, tuttavia le esperienze fatte in Spagna con il padre all'epoca dell'inquisizione gli avevano fatto sviluppare una certa avversione per il governo spagnolo, avversione che si manifestò quando apprese che Maria intendeva sposare Filippo II di Spagna.
Secondo Thomas egli non aveva nessuna intenzione di protestare apertamente contro il matrimonio della regina, ma fu convinto da Edward Courtenay, I conte di Devon che si augurava di poter evitare un matrimonio inviso a molti inglesi.
Quando il 15 gennaio 1554 venne annunciato il matrimonio Thomas e gli altri cospiratori si riunirono al castello di Allington e quando alcuni membri del gruppo vennero arrestati egli si trovò a capo della resistenza e presto si trovò a guidare un gruppo di circa 1.500 uomini.
Poco dopo Maria venne informata del piano ed essa promise un perdono reale a tutti coloro che, abbandonate le armi, si fossero diretti alle loro case; molti accettarono, ma altri rimasero attratti dalla falsa promessa di Thomas di un aiuto imminente in arrivo dalla Francia e delle rivolte vittoriose scoppiate in altre aree. Poco dopo la regina mandò un contingente capitanato da Thomas Howard, III duca di Norfolk, tuttavia alla resa dei conti molti uomini si unirono alla causa di Wyatt costringendo il duca alla fuga.
Thomas, alla testa di centinaia di uomini, marciò quindi attraverso numerose cittadine; mentre si avvicinavano alla capitale il 2 febbraio, comunque, i rivoltosi si trovarono sulla strada un nutrito gruppo di uomini arruolatisi volontariamente per proteggere la regina; altre misure erano state prese, la Torre e i palazzi reali erano sotto una speciale protezione e venne anche offerta una lauta ricompensa a chiunque avesse portato alla cattura di Thomas.
Entrando a Southwark i ribelli si resero conto di come fossero state innalzate le misure di sicurezza motivo per cui diversi di loro disertarono; Thomas invece non si arrese e proseguì con l'intenzione di andare a St. James's Palace per poter catturare la regina. Gli uomini della regina s'avvidero del suo piano e lo lasciarono proseguire quel tanto che bastava per poterlo circondare; dopo una breve schermaglia, Thomas venne arrestato e il 15 marzo fu condannato a morte. L'11 aprile seguente Thomas venne giustiziato a Tower Hill.

## Matrimonio e figli
Nel 1537 Thomas sposò Jane Haute e i due ebbero nove figli: George, Richard, Charles, Arthur, Henry, Joyce, Ursula, Jane ed Anne.
Uno dei suoi nipoti, Francis Wyatt, figlio di George, divenne governatore della Virginia.
Tre dei loro figli si sposarono e continuarono la discendenza. Anna sposò Roger Twysden, il cui nipote fu Sir Roger Twysden. Sir Roger ereditò il manoscritto del figlio di Wyatt il Giovane, George Wyatt, sulla vita di Anna Bolena, intitolato Extracts from the Life of Queen Anne Boleigne, by George Wyat. Scritto alla fine del XVI secolo.
I suoi possedimenti furono in seguito in parte restituiti al figlio George. Il figlio di George, Sir Francis Wyatt (morto nel 1644), fu governatore della Virginia nel 1621-26 e nel 1639-42. Un frammento del castello di Allington è ancora abitato come edificio classificato di grado 1, vicino a Maidstone, sulla riva del Medway. Un pronipote di rilievo fu l'esploratore e interprete, il capitano Henry Fleete del Maryland e della Virginia.

## Nella cultura di massa
Il rivoltoso inglese è l'eponimo protagonista del dramma storico di John Webster e Thomas Dekker Sir Thomas Wyatt, debuttata presumibilmente nel 1602 e data alle stampe per la prima volta nel 1607.